# Luigi Datome
Luigi « Gigi » Datome, né le 27 novembre 1987 à Montebelluna en Italie, est un joueur italien de basket-ball. Il évolue au poste d'ailier.

## Biographie
Lors de la saison 2012-2013, au cours de laquelle il inscrit 17 points et capte 5,8 rebonds, il se voit décerner le titre de MVP de la LegA, devenant le premier Italien à l'obtenir depuis Danilo Gallinari en 2007-2008
Il rejoint les Pistons de Détroit pour les deux prochaines saisons. En quête de tireurs extérieurs pour entourer le trio Josh Smith-Andre Drummond-Greg Monroe, les Pistons de Détroit ont trouvé un accord avec le shooteur italien de 25 ans à s’engager pour 3,5 millions de dollars sur deux ans. Lors de sa deuxième saison en NBA, son entraîneur ne lui donne toujours pas sa chance, entre le début de la saison et la fin du mois de janvier 2015, il ne rentre qu'à une seule reprise, contre les Lakers de Los Angeles où il joue douze minutes et marque sept points. Entre le 15 et le 19 janvier 2015, il joue trois matchs en D-League avec le Drive de Grand Rapids. De retour dans l'effectif des Pistons, il foule le parquet les 10 et 11 février 2015, durant, respectivement quatre et deux minutes de jeu.
Le 19 février 2015, il est transféré aux Celtics de Boston avec Jonas Jerebko contre Tayshaun Prince ce qui lui permet de jouer davantage qu'à Détroit.
Le 13 juillet 2015, il décide de repartir en Europe et signe en Turquie au Fenerbahçe. Avec le Fenerbahçe, il participe à 159 rencontres d'Euroligue avec un très bonne adresse : 44,3 % à trois points et 90,8 % au lancer franc.
Datome quitte le Fenerbahçe en juin 2020 et signe un contrat sur trois saisons avec l'Olimpia Milan.

## Palmarès

### En équipe
- Champion d'Italie en 2004
- Supercoupe d'Italie en 2004
- Coupe de Turquie 2016, 2019, 2020
- Champion de Turquie 2016, 2017, 2018
- MVP du championnat turc en 2016
- Coupe présidentielle en 2016
- Vainqueur de l'Euroligue 2016-2017 avec le Fenerbahçe
- Vainqueur de la coupe d'Italie 2021 et 2022

### Distinctions personnelles
- MVP Ligue d'Italie en 2013[1]
- Meilleur joueur de moins de 22 ans en LegA en 2009[9].
- MVP de la Coupe de Turquie 2019, 2020

## Records sur une rencontre en NBA
Les records personnels de Luigi Datome en NBA sont les suivants, :
| Type de statistique        | Saison régulière | Saison régulière         | Saison régulière | Playoffs | Playoffs               | Playoffs      |
| Type de statistique        | Record           | Adversaire               | Date             | Record   | Adversaire             | Date          |
| -------------------------- | ---------------- | ------------------------ | ---------------- | -------- | ---------------------- | ------------- |
| Points                     | 22               | @ Bucks de Milwaukee     | 15 avril 2015    | 2        | 2 fois                 | 2 fois        |
| Paniers marqués            | 9                | @ Bucks de Milwaukee     | 15 avril 2015    | 1        | 2 fois                 | 2 fois        |
| Paniers tentés             | 15               | @ Bucks de Milwaukee     | 15 avril 2015    | 3        | 2 fois                 | 2 fois        |
| Paniers à 3 points réussis | 3                | @ Bucks de Milwaukee     | 15 avril 2015    | -        | -                      | -             |
| Paniers à 3 points tentés  | 7                | @ Bucks de Milwaukee     | 15 avril 2015    | 1        | 2 fois                 | 2 fois        |
| Lancers francs réussis     | 4                | @ Cavaliers de Cleveland | 9 avril 2014     | -        | -                      | -             |
| Lancers francs tentés      | 4                | @ Cavaliers de Cleveland | 9 avril 2014     | -        | -                      | -             |
| Rebonds offensifs          | 4                | @ Cavaliers de Cleveland | 23 décembre 2013 | -        | -                      | -             |
| Rebonds défensifs          | 5                | @ Cavaliers de Cleveland | 3 mars 2015      | 1        | Cavaliers de Cleveland | 26 avril 2015 |
| Rebonds totaux             | 5                | 2 fois                   | 2 fois           | 1        | Cavaliers de Cleveland | 26 avril 2015 |
| Passes décisives           | 2                | 3 fois                   | 3 fois           | 1        | Cavaliers de Cleveland | 23 avril 2015 |
| Interceptions              | 2                | @ Cavaliers de Cleveland | 23 décembre 2013 | -        | -                      | -             |
| Contres                    | 3                | 76ers de Philadelphie    | 16 mars 2015     | -        | -                      | -             |
| Balles perdues             | 2                | 4 fois                   | 4 fois           | -        | -                      | -             |
| Minutes jouées             | 27               | @ Bucks de Milwaukee     | 15 avril 2015    | 9        | Cavaliers de Cleveland | 23 avril 2015 |

- Double-double : 0
- Triple-double : 0